# Zelenodolsk (Ukrajina)
Zelenodolsk (ukrajinsky Зеленодольськ, rusky Зеленодольск) je město v Dněpropetrovské oblasti na Ukrajině. Žije zde přibližně 13 tisíc obyvatel.

## Poloha a doprava
Zelenodolsk leží na jižním okraji Dněpropetrovské oblasti u hranice s Chersonskou oblastí. Je vzdálen přibližně třináct kilometrů od města Apostolove a přibližně pětapadesát kilometrů od Kryvého Rihu. Po administrativně-teritoriální reformě v červenci 2020 patří do Kryvorižského rajónu, do té doby byl součástí Apostolovského rajónu.

## Dějiny
Zelenodolsk byl založen v roce 1961 současně s výstavbou zdejší tepelné elektrárny. Městem je od roku 1993.